# Абу аль-Хусейн аль-Хусейні аль-Кураші
Абу аль-Хусейн аль-Хусейні аль-Кураші (араб. أبو الحسين الحسيني القرشي, латинізовано: Abū al-Ḥusayn al-Husaynī al-Qurashī) — четвертий халіф Ісламської Держави. Вступив на посаду 30 листопада 2022 року. Помер у квітні 2023 року.

## Життєпис

### Шлях до влади
Згідно з турецькими заявами, Абу аль-Хусейн аль-Хусейні приєднався до Ісламської Держави у 2013 р. Він перебрав на себе лідерство після смерті попереднього лідера Абу аль-Хасана аль-Гашемі аль-Кураші. Він був оголошений халіфом офіційним речником Ісламської Держави Абу Умаром аль-Мухаджиром в аудіоповідомленні, яке транслювалося фондом Al-Furqan Media (основним ЗМІ Ісламської Держави).
Абу аль-Хусейн був описаний як ветеран Ісламської Держави і лояльний член угруповання. У січні 2023 року відомий дисидентський антиісламський лідерський канал стверджував, що Абу аль-Хусейн був іракцем, як і його попередники, і був призначений радою шури на чолі з Абдул Рауфом аль-Мухаджиром, еміром адміністрації Ісламської Держави.

### Лідер Ісламської Держави
До 19 січня 2023 року Абу аль-Хусейн отримав обіцянки підтримки від усіх провінцій Ісламської Держави, а також від прихильників Ісламської Держави приблизно в 40 країнах. Він також отримав деякі обіцянки підтримки від сторонніх людей, які раніше не були членами угруповання.
27 лютого іракські ЗМІ повідомили про вбивство Абу аль-Хусейна під час операції іракської армії в пустелі Анбар, але ці повідомлення не були підтверджені іракськими військовими.
Станом на квітень, за словами представника іракської служби безпеки, іракські, турецькі та американські спецслужби співпрацювали між собою з метою ідентифікації Абу аль-Хусейна аль-Хусейні.

### Передбачувана смерть у 2023 році
30 квітня 2023 року президент Туреччини Реджеп Тайїп Ердоган оголосив, що Національна розвідувальна організація Туреччини нібито вистежила і вбила Абу аль-Хусейна напередодні, 29 квітня.
Турецьке державне інформаційне агентство «Анадолу» повідомило, що операція відбулася в Джиндіресі, в регіоні, контрольованому підтримуваними Туреччиною повстанськими угрупованнями, де Абу аль-Хусейн підірвав свій пояс смертника, щоб уникнути захоплення в полон. Однак Сполучені Штати не змогли підтвердити заяви Туреччини про те, що її сили вбили Абу аль-Хусейна аль-Хусейні аль-Кураші.
15 травня в таборі біженців Аль-Хол поширили заяву, яку приписують Ісламській Державі і яка заперечує загибель Абу аль-Хусейна аль-Хусейні під час турецької операції, але ця заява виявилася підробкою.